# Dactylorhiza sooi
Dactylorhiza sooi là một loài thực vật có hoa trong họ Lan. Loài này được (Ruppert ex Soó) Soó mô tả khoa học đầu tiên năm 1962.